# Cantonul Damazan
Cantonul Damazan este un canton din arondismentul Nérac, departamentul Lot-et-Garonne, regiunea Aquitania, Franța.

## Comune
- Ambrus
- Buzet-sur-Baïse
- Caubeyres
- Damazan (reședință)
- Fargues-sur-Ourbise
- Monheurt
- Puch-d'Agenais
- Razimet
- Saint-Léger
- Saint-Léon
- Saint-Pierre-de-Buzet